# Angelo Cesi (vescovo 1530)
Angelo Cesi (Roma, 1530 – Todi, 1606) è stato un vescovo cattolico italiano.

## Biografia
Angelo Cesi appartenne alla nobile famiglia romana dei Cesi, originaria del castello di Cesi, in provincia di Terni.
Venne nominato vescovo di Todi nel 1566 da papa Pio V: a seguito del Concilio di Trento svoltosi dal 1545 al 1563, vennero designati alcuni nuovi vescovi con il compito di restaurare l'ordine e riorganizzare le diocesi.

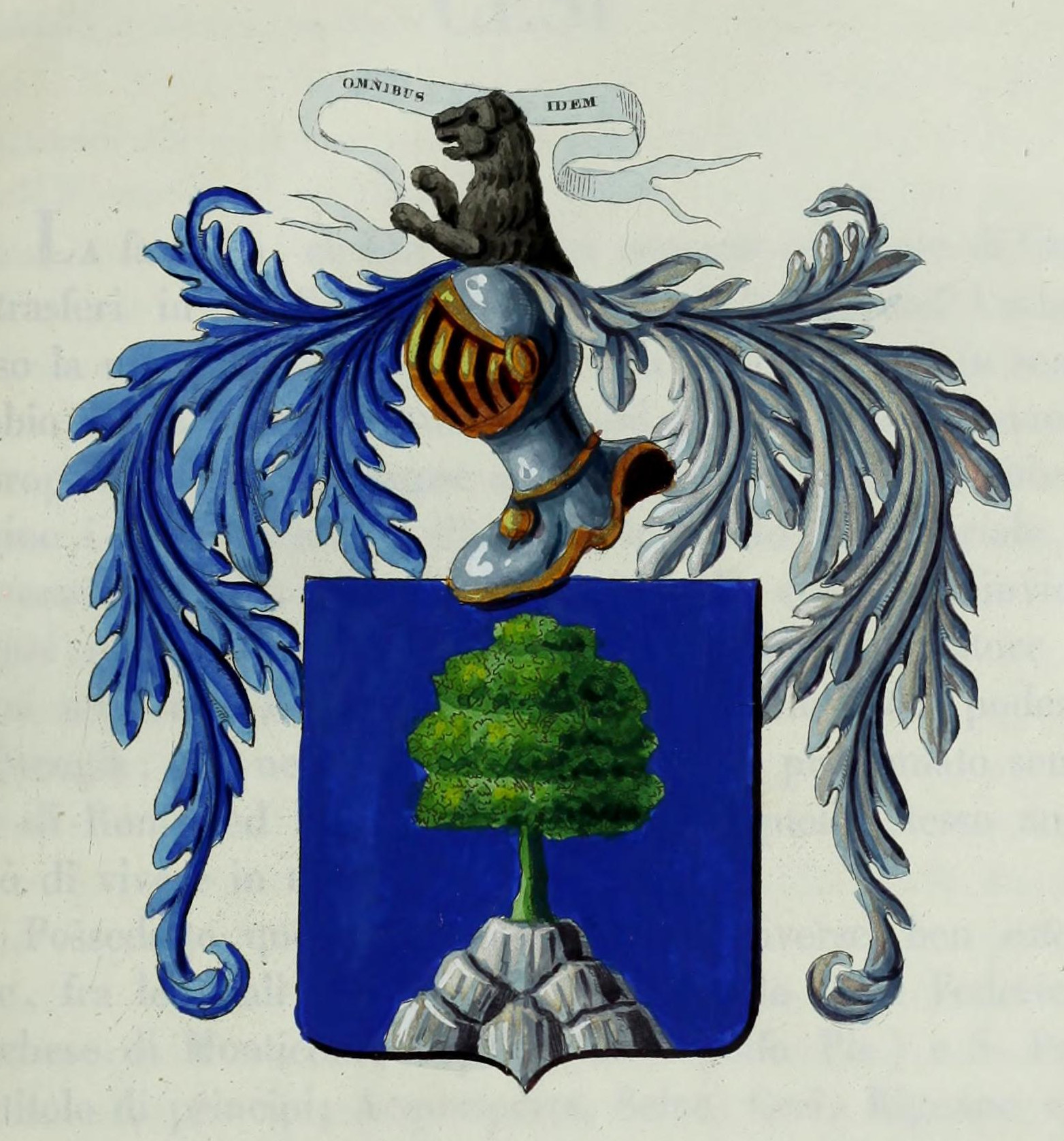
Stemma della famiglia Cesi

Fin dal 1523 la famiglia dei Cesi occupava la sede vescovile di Todi, il predecessore di Angelo fu Giovanni Andrea Cesi, prima del quale furono vescovi i due fratelli Paolo Emilio Cesi e Federico Cesi, poi nominati cardinali.
Anche il fratello di Angelo, Pierdonato Cesi, fu cardinale, così come altri importanti esponenti della famiglia, quali Bartolomeo Cesi e Pierdonato Cesi iuniore. Nonostante il suggerimento di Francesco I de' Medici, papa Sisto V rifiutò di nominare cardinale anche Angelo Cesi, che restò vescovo di Todi fino alla sua morte, avvenuta nel 1606.
Giunto alla diocesi di Todi, Angelo trovò parroci pressoché analfabeti e parrocchie ormai impoverite, come è stato descritto da Pietro Camaiani, vescovo di Fiesole, che nel 1574 si recò in visita apostolica a Todi.

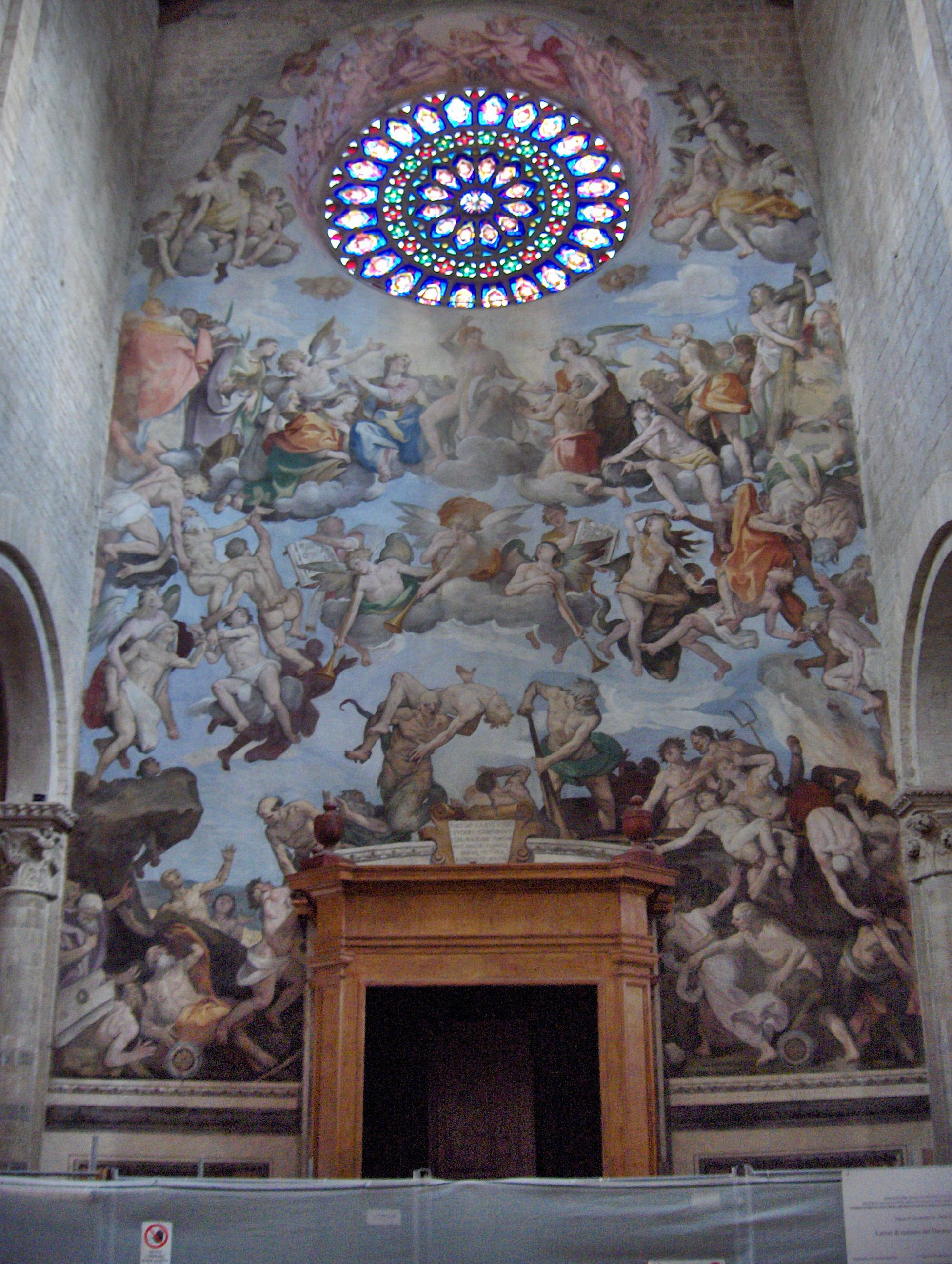
Giudizio Universale, di Ferraù Fenzoni, nel Duomo di Todi.

A seguito di questa denuncia, Angelo si impegnò a fondo nel riformare la diocesi, seguendo personalmente i progressi dei parroci e finanziando la costruzione di alcune opere nella città di Todi.
Assieme al fratello cardinale Pierdonato Cesi, contribuì a finanziare i lavori alla chiesa di Santa Maria in Vallicella a Roma, detta tradizionalmente Chiesa Nuova, in particolare i lavori della facciata che iniziarono nel 1594.
Nel 1596 fece collocare una lapide in ricordo di Jacopone da Todi nella chiesa di San Fortunato, dopo aver posto nella cripta anche i corpi dei cinque santi cittadini: Fortunato, Cassiano, Degna, Calisto e Romana.
Nello stesso anno, fece porre un gigantesco affresco raffigurante il Giudizio Universale all'interno del Duomo di Todi, sulla controfacciata. L'opera di Ferraù Fenzoni detto "il Faenzone" prende spunto dal Giudizio Universale di Michelangelo nella Cappella Sistina.
Fece costruire a Todi un gran numero di palazzi rinascimentali, tra cui il palazzo vescovile. Finanziò inoltre la costruzione della Fonte Cesia, che raccoglie le acque provenienti dal Colle della Rocca.

## Genealogia episcopale
La genealogia episcopale è:
- Vescovo Giulio Gentile
- Vescovo Angelo Cesi

## Opere

### Manoscritti
- Iuris allegationes, XVI secolo, Milano, Biblioteca Ambrosiana, Fondo manoscritti, ms. P 131 sup.,  ff. 1r-315r.